# XII Premis Turia
Els XII Premis Turia foren concedits el 5 de juliol de 2003 per la revista valenciana Cartelera Turia amb la intenció de guardonar les persones i col·lectius que haguessen destacat l'any anterior en qualsevol de les categories i seccions que cobria la revista: cinema (pel·lícula espanyola i estrangera, actor i actriu), teatre, arts plàstiques, literatura, gastronomia, mitjans de comunicació, esports, música, literatura i actriu porno. La llista de guanyadors era escollida per l'equip de redactors i col·laboradors de la revista. L'entrega es va produir al Teatre Talia de València en un acte presentat per Tonino i Juanjo de la Iglesia. Aprofitant l'entrega del premi cívic a la Plataforma Cultura Contra la Guerra es van sentir crits antibel·licistes.
El premi consistia en una estàtua que imitava la que sortia a la mítica pel·lícula El falcó maltès (1950) de John Huston.

## Guardons
Els guanyadors de l'edició foren:
| Categoria                                 | Premiat                                | Labor premiada                                        |
| ----------------------------------------- | -------------------------------------- | ----------------------------------------------------- |
| Millor Pel·lícula Espanyola               | Los lunes al sol                       | Fernando León de Aranoa                               |
| Millor Pel·lícula Estrangera              | Va savoir                              | Jacques Rivette                                       |
| Millor Opera Prima                        | El segon nom                           | Paco Plaza                                            |
| Premi nous realitzadors                   | Cuando todo esté en orden              | César Martínez Herrada                                |
| Premi millor documental                   | Balseros                               | Carles Bosch i Arisó i Josep Maria Domènech i Graells |
| Premi Especial Turia                      | La caja 507                            | Enrique Urbizu                                        |
| Premi Especial Turia                      | En la ciudad sin límites               | Antonio Hernández                                     |
| Premi Especial Cinema Espanyol            | Llorenç Soler                          |                                                       |
| Premi millor curtmetratge valencià        | Hands!                                 | Pau Vergara                                           |
| Millor Actor                              | José Coronado                          | La caja 507                                           |
| Millor Actriu                             | Cristina Brondo                        | Lola vende cá                                         |
| Millor Actor Revelació                    | Roberto Enríquez                       | El alquimista impaciente                              |
| Millor Actriu Revelació                   | Zay Nuba                               | La vida mancha                                        |
| Millor Actriu Revelació                   | Cuca Escribano                         | Poniente                                              |
| Premi Especial Teatre                     | José Monleón Bennácer                  |                                                       |
| Millor contribució gastronòmica           | Paco Torreblanca, pastisser d'Elda     | -                                                     |
| Millor contribució a la cultura del vi    | Bodegas Salvador Poveda (Monòver)      | -                                                     |
| Millor contribució cívica                 | Plataforma Cultura contra la Guerra    |                                                       |
| Millor contribució literària              | Dulce Chacón                           | La voz dormida                                        |
| Millor contribució esportiva              | Cesar Argilés                          | entrenador de la Selecció d'handbol d'Espanya         |
| Millor programa de televisió              | Temps de silenci                       | Diagonal TV                                           |
| Millor contribució mitjans de comunicació | Olga Rodríguez Francisco de Cadena Ser | Corresponsal a Bagdad durant la Guerra de l'Iraq      |
| Millor contribució cultural del còmic     | Edicions de Ponent                     |                                                       |
| Millor Actriu Porno Europea               | Celia Blanco                           |                                                       |
| Premi Huevo de Colón                      | Arturo Blay i Amadeo Salvador          | presentadors de No estamos locos (Cadena Ser).        |

## Premi per votació dels lectors
| Categoria                    | Pel·lícula       | Director                |
| ---------------------------- | ---------------- | ----------------------- |
| Millor pel·lícula espanyola  | Los lunes al sol | Fernando León de Aranoa |
| Millor pel·lícula estrangera | El pianista      | Roman Polanski          |